# Zakaria Lahlali
Zakaria Lahlali (arab. زكرياء الهلالي, ur. 24 listopada 1990 w Casablance) – marokański piłkarz, grający na pozycji defensywnego pomocnika. W sezonie 2021/2022 gra w Ohod Al-Medina. 

## Kariera klubowa

### Początki (2011–2013)
Zaczynał karierę w Wydadzie Casablanca.
7 sierpnia 2011 roku został wypożyczony do Hassanii Agadir. W tym zespole zadebiutował 20 sierpnia w meczu przeciwko Maghrebowi Fez, przegranym 2:0, grając całe spotkanie. Łącznie w Agadirze zagrał 8 spotkań. 
1 lipca 2012 roku wrócił z wypożyczenia.

### CODM Meknès (2013)
10 stycznia 2013 roku trafił do CODM Meknès. W tym zespole zadebiutował 10 lutego w meczu przeciwko Maghrebowi Fez, przegranym 1:2. Zagrał cały mecz. Pierwszego gola i asystę strzelił i zaliczył 6 dni później w meczu przeciwko Wydadowi Fez, wygranym 1:2. Najpierw strzelił gola w 3. minucie, a potem asystował przy golu w 52. minucie. Łącznie w Meknesie zagrał 9 meczów, strzelił gola i miał asystę. 

### KAC Kénitra (2013–2015)
30 czerwca 2013 roku trafił do KACu Kénitra. W tym zespole zadebiutował 27 sierpnia 2013 roku w meczu przeciwko Olympique Khouribga, zremisowanym 1:1. Zagrał cale spotkanie. Pierwszego gola strzelił 29 września w meczu przeciwko Hassanii Agadir, zremisowanym 2:2. Do siatki trafił w 58. minucie. Pierwszą asystę zaliczył 22 sierpnia 2014 roku w meczu przeciwko Wydadowi Casablanca, przegranym 3:1. Asystował przy golu w 24. minucie. Łącznie w tym klubie zagrał 39 meczów, strzelił gola i miał dwie asysty. 

### Chabab Rif Al Hoceima (2015–2017)
1 lipca 2015 roku został graczem Chababu Rif Al Hoceima. W tym zespole zadebiutował 5 września w meczu przeciwko Hassanii Agadir, przegranym 2:1, grając cały mecz. Pierwszego gola strzelił 27 sierpnia w meczu przeciwko OC Safi, przegranym 2:1. Do siatki trafił w 30. minucie. Pierwszą asystę zaliczył 9 września w meczu przeciwko Olympique Khouribga, przegranym 1:4. Asystował przy golu w 20. minucie. Łącznie zagrał 43 mecze, strzelił dwa gole i miał asystę.

### Raja Casablanca (2017–2018)
4 lipca 2017 roku trafił do Rai Casablanca. W tym zespole zadebiutował 21 maja 2018 roku w meczu przeciwko Racingowi Casablanca, wygranym 2:1. Zagrał 12 minut. Zagrał jedno spotkanie. 

### Olympic Safi (2018–2021)
20 sierpnia 2018 roku trafił do Olympic Safi. W zespole zadebiutował 17 września w meczu przeciwko FUSowi Rabat, przegranym 3:0. Zagrał 71 minut. Pierwszą asystę zaliczył 2 kwietnia 2019 roku w meczu przeciwko Hassanii Agadir, wygranym 2:1. Asystował przy golu w 36. minucie. Łącznie zagrał 54 mecze i zanotował 6 asyst.

### Ohod Al-Medina (2021–)
13 stycznia 2021 roku trafił do Ohodu Al-Medina.